# Pigalle (métro de Paris)
Pour les articles homonymes, voir Pigalle.
Pigalle est une station des lignes 2 et 12 du métro de Paris, située à la limite des 9e et 18e arrondissements de Paris.

## Situation
La station se trouve sous la place Pigalle, elle-même aménagée au pied de la butte Montmartre, à la limite administrative entre le quartier Saint-Georges au sud, le quartier des Grandes-Carrières au nord-ouest ainsi que le quartier de Clignancourt au nord-est. Les quais sont établis :
- sur la ligne 2, à l'est de la place précitée et orientés est-ouest, selon l'axe du boulevard de Clichy ;
- sur la ligne 12, en courbe marquée sous la place et orientés nord-sud, selon les axes de la rue Frochot d'une part et de la rue André-Antoine d'autre part ; son point d'arrêt se trouve ainsi sous le tunnel de la ligne 2, qui est croisé perpendiculairement, et sous un collecteur d'égout.

La station de la ligne 2 s'intercale entre les stations Blanche et Anvers, tandis que celle de la ligne 12, enfouie plus profondément dans le sol et établie en palier, est encadrée par les stations Abbesses et Saint-Georges, la première lui étant géographiquement assez proche.
Le point d'arrêt de la ligne 2 est en outre suivi d'une voie d'évitement en impasse, raccordée en talon sur la voie pour Porte Dauphine peu avant la station Blanche, ainsi que d'un raccordement de service avec la ligne 4 puis avec la ligne 5, embranché sur la voie en direction de Nation en amont de la station Anvers, en pointe. Constituant le plus long raccordement du réseau, il donne également accès, sur l'ancienne boucle terminale de la ligne 5, à la station Gare du Nord USFRT, fermée au public à la suite du prolongement de cette dernière ligne depuis Gare du Nord jusqu'à Église de Pantin en 1942, et qui assure aujourd'hui la formation des conducteurs du métro de Paris.

## Histoire

### Mises en service
La station est ouverte le 7 octobre 1902 avec la mise en service du tronçon entre Étoile (actuelle station Charles de Gaulle - Étoile) et Anvers de la ligne 2 Nord de la Compagnie du chemin de fer métropolitain de Paris (dite CMP), qui devient plus simplement la ligne 2 le 17 octobre 1907 à la suite de l'absorption de la ligne 2 Sud (section de l'actuelle ligne 6) par la ligne 5 le 14 octobre précédent.
Le 8 avril 1911, la station de la ligne A de la Société du chemin de fer électrique souterrain Nord-Sud de Paris (dite Nord-Sud) est ouverte en remplacement du terminus provisoire de Notre-Dame-de-Lorette, et en constitue à son tour le terminus nord (depuis Porte de Versailles) jusqu'au 30 octobre 1912, date à laquelle la ligne est prolongée une seconde fois jusqu'à Jules Joffrin. Cette dernière extension fut décidée par le conseil municipal du 3 juillet 1905 sur proposition d'Édouard Ballière, et déclarée d'utilité publique par la loi du 10 avril 1908 votée sur proposition de Louis Barthou.
Le 27 mars 1931, la ligne A devient l'actuelle ligne 12 du métro à la suite de l'absorption de la société du Nord-Sud le 1er janvier 1930 par sa concurrente, la CMP, qui exploite l'essentiel des autres lignes.

### Origine du nom
La station doit sa dénomination à son implantation sous la place Pigalle, en plein cœur du quartier Pigalle auquel cette dernière a donné son nom, ainsi qu'à sa proximité avec la rue Jean-Baptiste-Pigalle (anciennement rue Pigalle) où vécut le sculpteur éponyme de 1714 à 1785.
Le 1er avril 2024, la moitié des plaques nominatives sur les quais de la ligne 2 sont remplacées par la RATP pour faire un poisson d'avril le temps d'une journée, tout en mettant les Jeux olympiques et paralympiques d'été de 2024 à l'honneur, comme dans treize autres stations sur le réseau. Par jeu de mots, Pigalle devient ainsi « Pigoalball », mot-valise faisant référence aux épreuves de goalball.

### Aménagements
Les quais de la ligne 12 sont décorés dès l'origine dans le style caractéristique de la société du Nord-Sud, de couleur verte comme il en est d'usage dans les stations de correspondance et les terminus, selon les codes graphiques de la compagnie précitée. Cette teinte s'applique aux cadres publicitaires et aux entourages du nom de la station, en faïence à motifs végétaux et lettres « NS » entrelacées, ainsi qu'aux dessins géométriques sur les piédroits et la voûte. Le nom de la station est incorporé dans la céramique murale en blanc sur fond bleu, de petite taille au-dessus des publicités et de très grande taille entre celles-ci, tandis que les directions de la ligne sont inscrites sur la faïence des tympans.

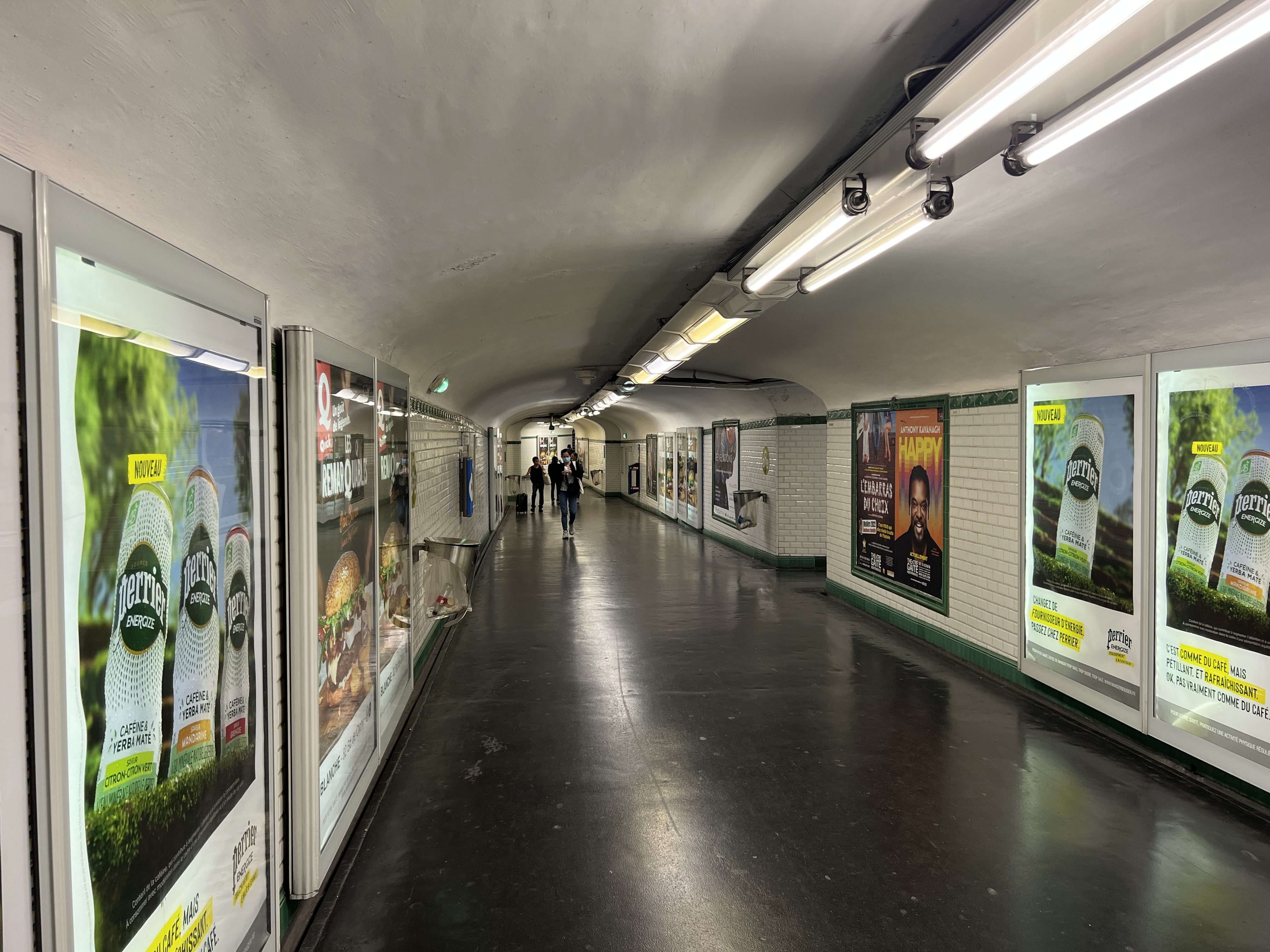
Le couloir de correspondance entre les lignes 2 et 12, rénové en 2005.

Vers les années 1960, les quais des deux lignes font l'objet d'une première modernisation par la mise en place d'un carrossage métallique sur les piédroits, doté de montants horizontaux de couleur vert d'eau ainsi que de cadres publicitaires dorés, éclairés par le haut, et complété de bancs.
Ce modèle d'aménagement, alors largement déployé sur le réseau en tant que moyen de rénover les stations rapidement et à moindre coût, est toutefois retiré des quais de la ligne 12 vers les années 1980 pour des raisons de maintenance, au profit d'une décoration dans le style « Andreu-Motte » (appliqué à un tiers des stations du réseau entre 1974 et 1984), ici de couleur marron orangé avec le remplacement des carreaux blancs biseautés et faïences « Nord-Sud » d'origine par du carrelage blanc plat en l'occurrence. Le point d'arrêt de la ligne 2 perd à son tour son carrossage publicitaire et ses faïences biseautées blanches au profit d'une décoration dans le style « Ouï-dire » après 1988, de couleur bleue avec des carreaux blancs plats également.
Dans le cadre du programme « Renouveau du métro » de la RATP, les couloirs de la station sont rénovés le 29 avril 2005, ce qui entraîne la disparition du carrelage marron plat au débouché des couloirs d'accès à la ligne 12. Les bandeaux d'éclairage des couloirs de correspondance ont alors la particularité d'être ponctués de quelques tubes teintés d'un filtre bleu, disparu par la suite ; cette spécificité se retrouve en 2025 à la station Marcadet - Poissonniers dans le couloir reliant la ligne 4 à la ligne 12, ainsi que dans certains espaces de la station Place d'Italie, à proximité de la ligne 6.

### Fréquentation
Selon les estimations de la RATP, la station a vu entrer 5 599 495 voyageurs en 2019, ce qui la place à la 71e position position des stations de métro pour sa fréquentation. En 2020, avec la crise du Covid-19, son trafic annuel tombe à 2 496 923 voyageurs, la reléguant alors au 84e rang, avant de remonter progressivement en 2021 avec 3 501 831 entrants comptabilisés, ce qui la classe à la 77e position des stations du réseau pour sa fréquentation cette année-là.

## Services aux voyageurs

### Accès
La station dispose de trois bouches de métro réunies sous l'intitulé « Place Pigalle », toutes constituées d'escaliers fixes débouchant sur le terre-plein central du boulevard de Clichy. L'entrée principale, située sur la promenade Coccinelle à l'est de la place, permet un accès direct aux quais de la ligne 2 uniquement. Elle est ornée d'un édicule Guimard, dessiné en 1900 par l'architecte Hector Guimard et qui fait l'objet d'une inscription au titre des monuments historiques par l'arrêté du 27 juillet 1965, protection renouvelée le 12 février 2016. Les deux autres trémies d'accès, implantées plus au centre de la place sur le terre-plein à hauteur des nos 20 et 22 du boulevard, et dont la plus à l'est ne sert qu'à la sortie, sont agrémentées de balustrades en céramique et en fer forgé dans le style caractéristique de l'ancienne société du Nord-Sud.

Accès à la station
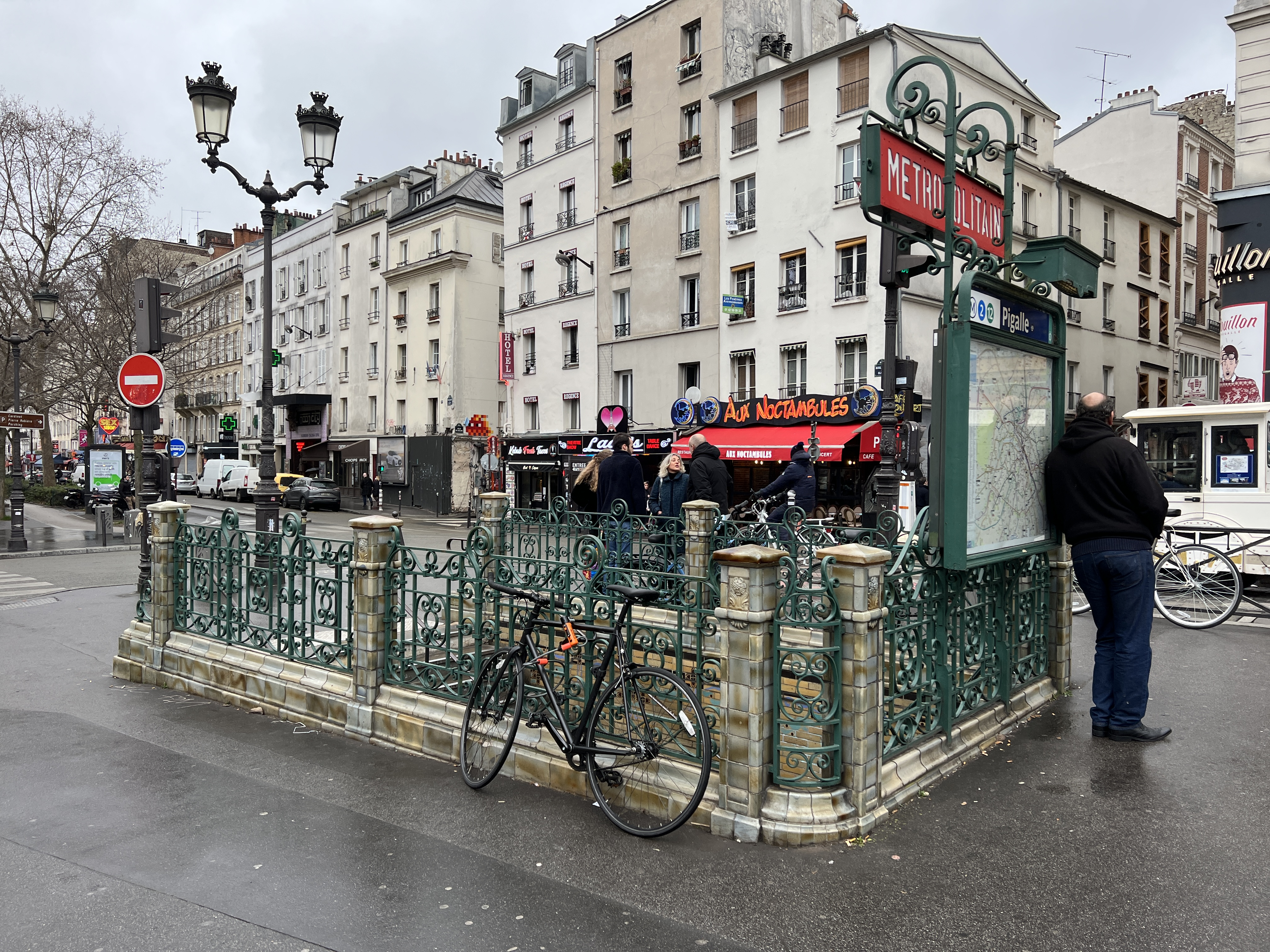
L'accès occidental, aménagé dans le style « Nord-Sud ».
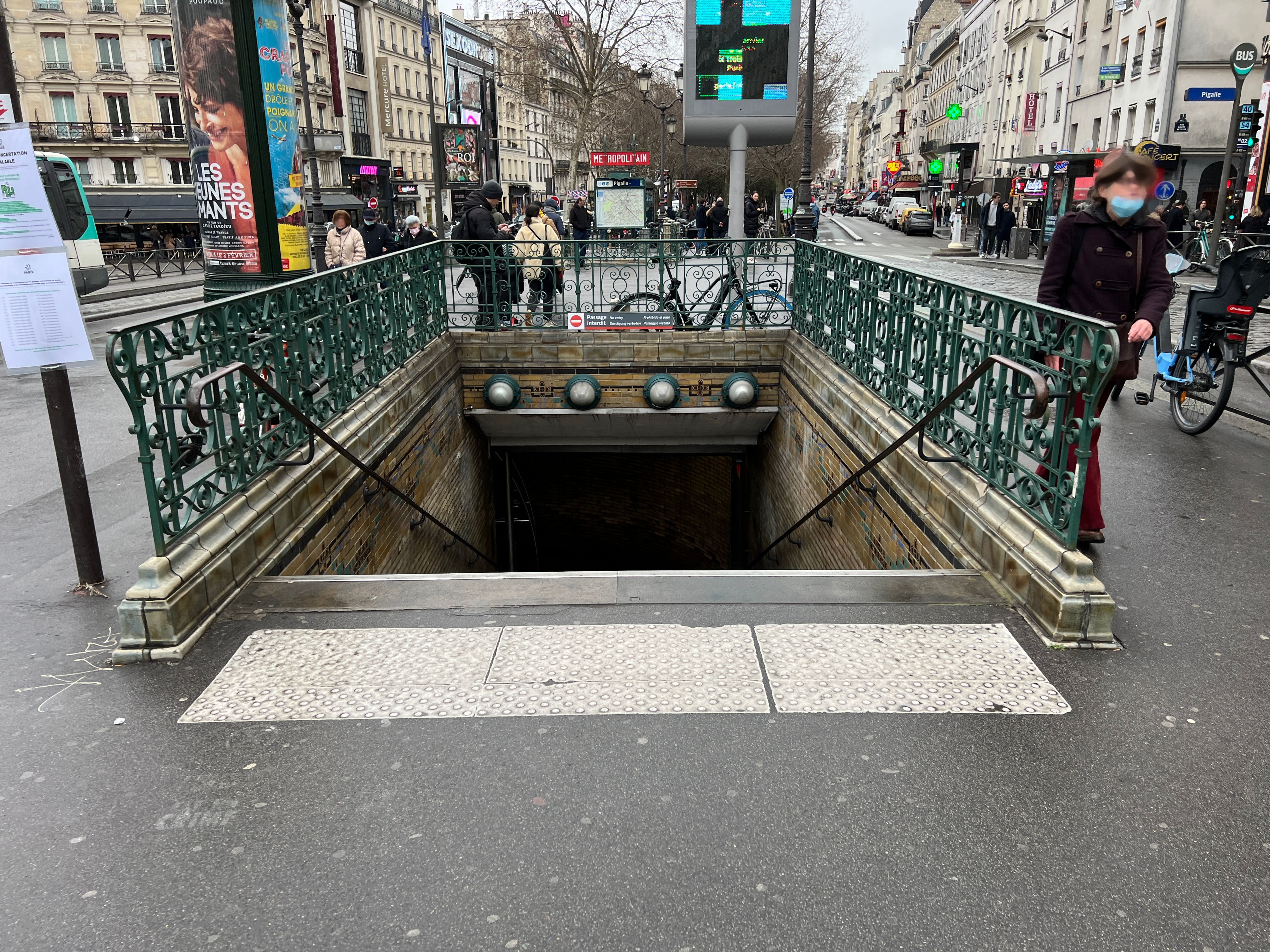
La sortie centrale, décorée en style « Nord-Sud » également.
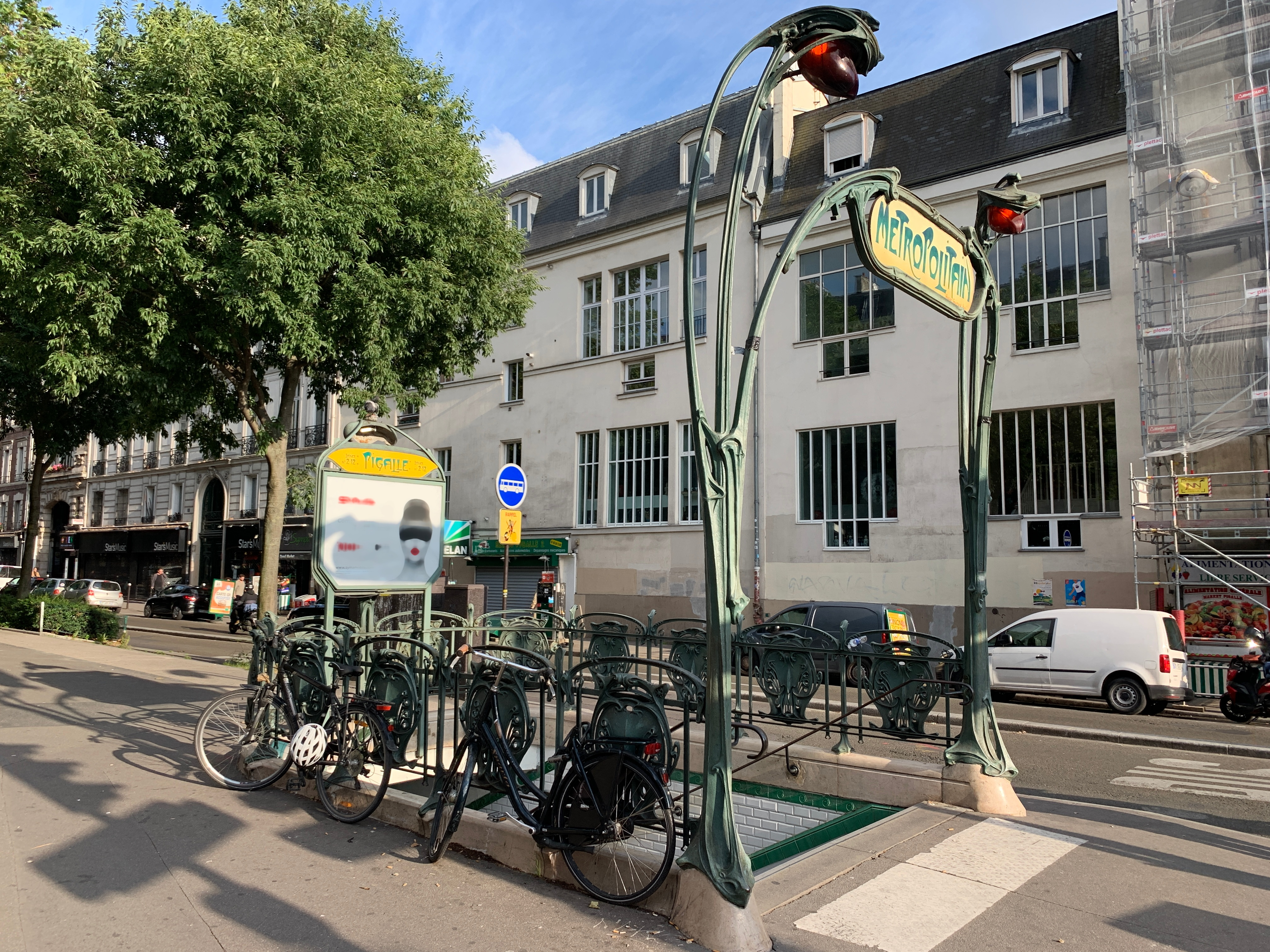
L'entrée orientale, agrémentée d'un édicule Guimard.

### Quais
Les quais des deux lignes, d'une longueur conventionnelle de 75 mètres, sont de configuration standard pour le métro de Paris : au nombre de deux par point d'arrêt, ils sont séparés par les voies du métro situées aux centre et la voûte est elliptique.
La station de la ligne 2 est aménagée dans le style « Ouï-dire » bleu : les bandeaux d'éclairage, de même couleur, sont supportés par des consoles courbes en forme de faux. L'éclairage direct est blanc tandis que l'éclairage indirect, projeté sur la voûte, est multicolore. Les carreaux en céramique blancs sont plats et recouvrent les pieds-droits, la voûte ainsi que les tympans ; en outre, au droit des locaux techniques à mi-quai, ils ont la particularité d'être alignés d'une rangée à l'autre et non disposés en quinconce. Les cadres publicitaires sont en céramique bleue de forme demi-cylindrique et le nom de la station est inscrit en police de caractères Parisine sur des plaques émaillées. Les quais sont équipés de banquettes « assis-debout », dont la teinte, passée du bleu à l'argenté dans le courant des années 2010, rompt l'uniformité colorimétrique de la décoration depuis lors.

Quais de la ligne 2
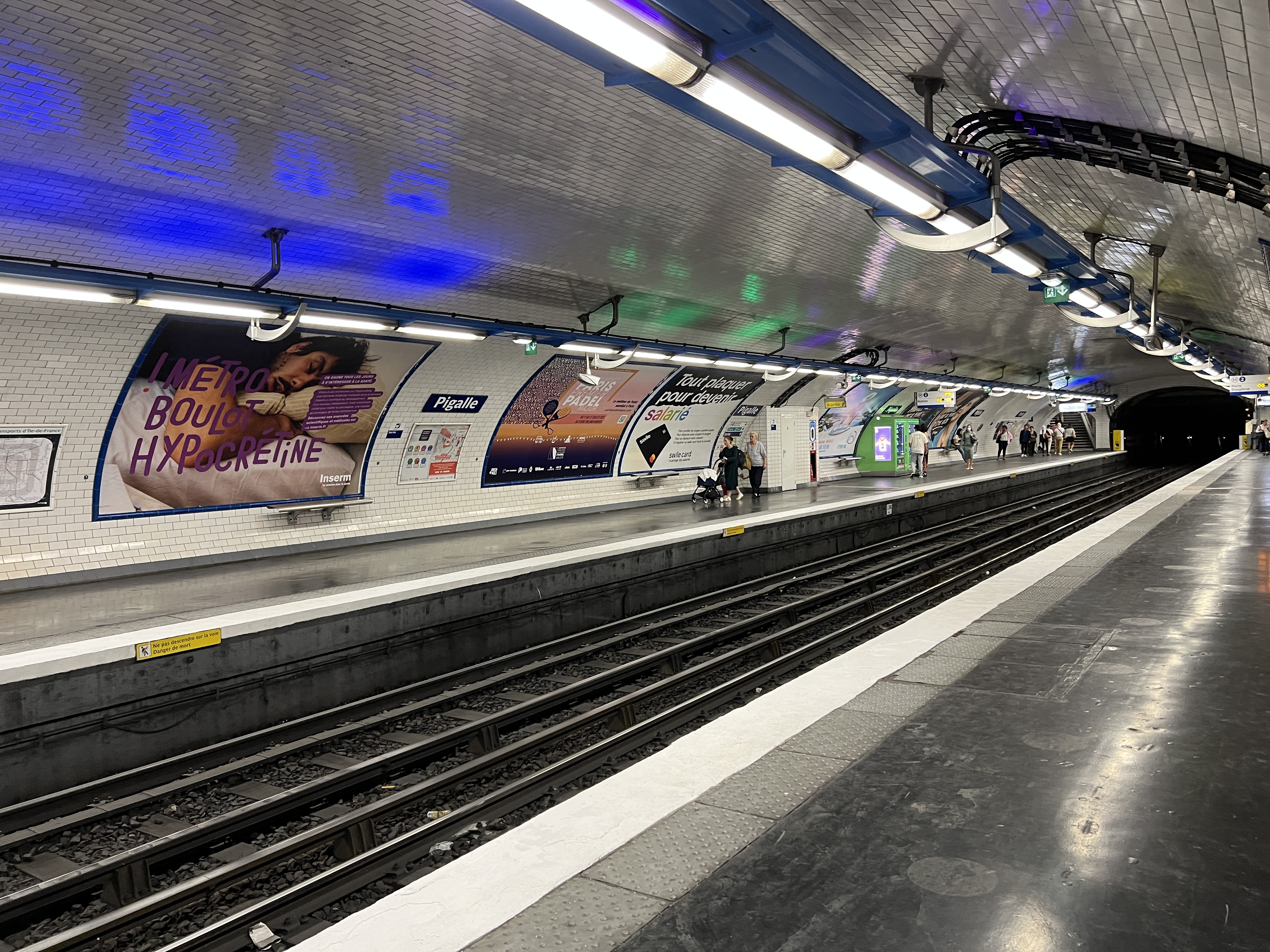
Les quais vus en direction de Porte Dauphine.
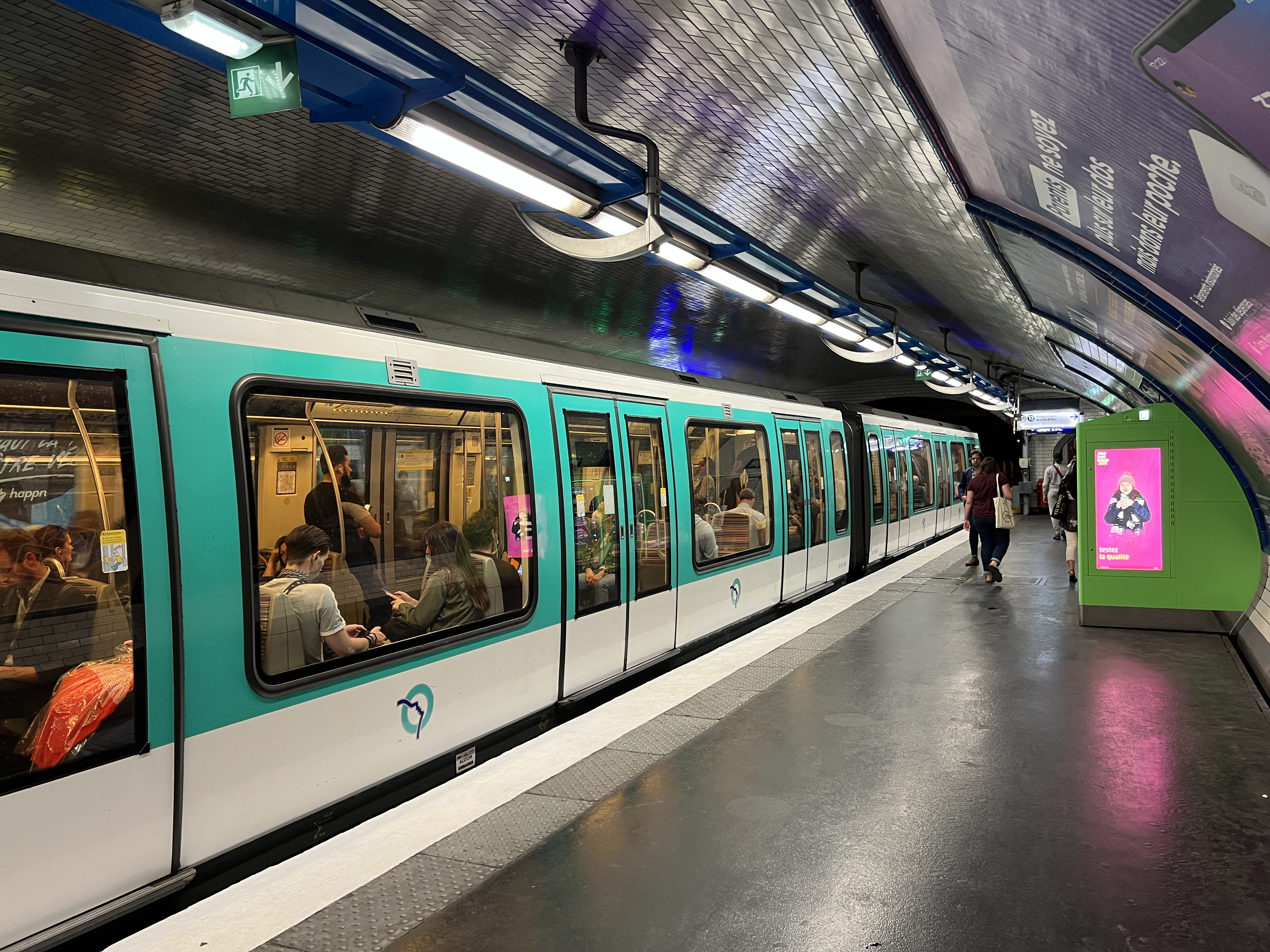
Arrêt d'une rame MF 01 pour Porte Dauphine.
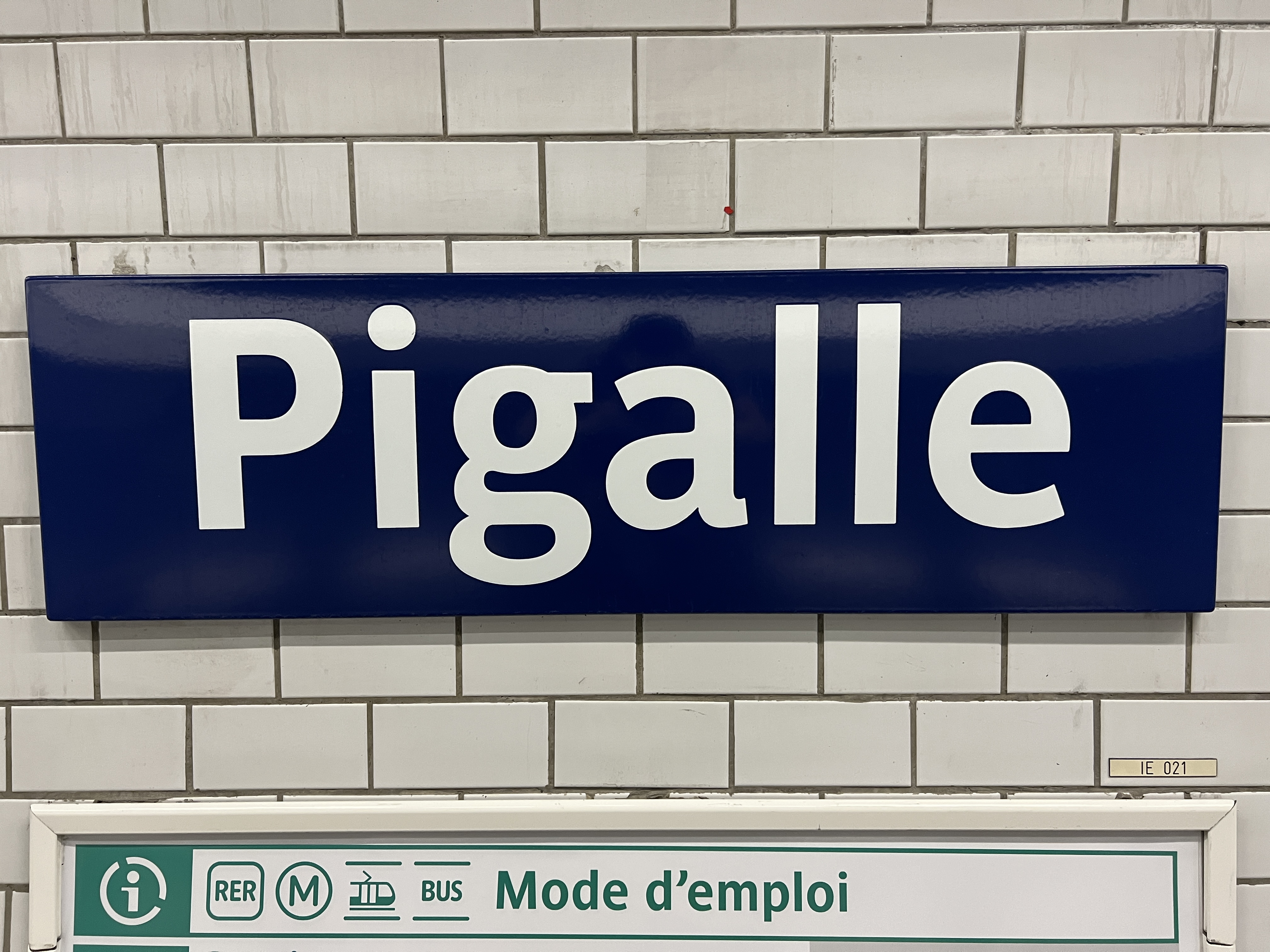
Plaque émaillée indiquant le nom de la station.

La station de la ligne 12 est établie en courbe prononcée et sa voûte est semi-elliptique, forme spécifique aux anciennes stations du réseau Nord-Sud dont la partie inférieure des piédroits était verticale et non courbée. La décoration est de style « Andreu-Motte » avec deux rampes lumineuses orange, des banquettes traitées en carrelage marron plats et des sièges « Motte » orange disposés sur ces dernières. Ces aménagements sont mariés avec les carreaux en céramique blancs plats qui recouvrent les piédroits et les tympans, tandis que la voûte est simplement peinte en blanc. Les débouchés des couloirs d'accès et de sortie sont traités en carreaux blancs biseautés classiques en remplacement du carrelage « Motte » marron plat. Les cadres publicitaires sont métalliques et, comme sur les quais de la ligne 2, le nom de la station figure en typographie Parisine sur des plaques émaillées.

Quais de la ligne 12
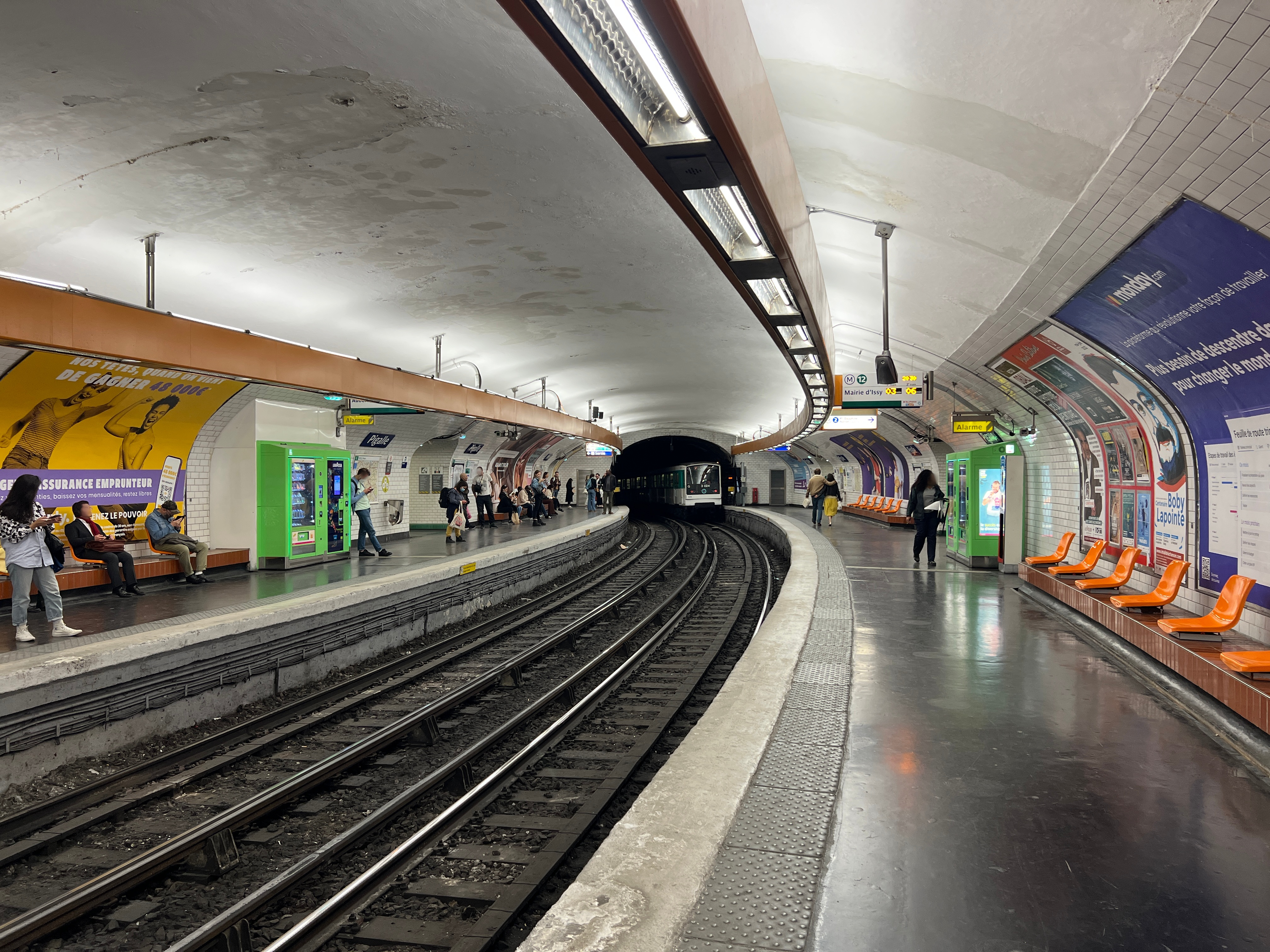
Vue des quais en direction de Mairie d'Issy.
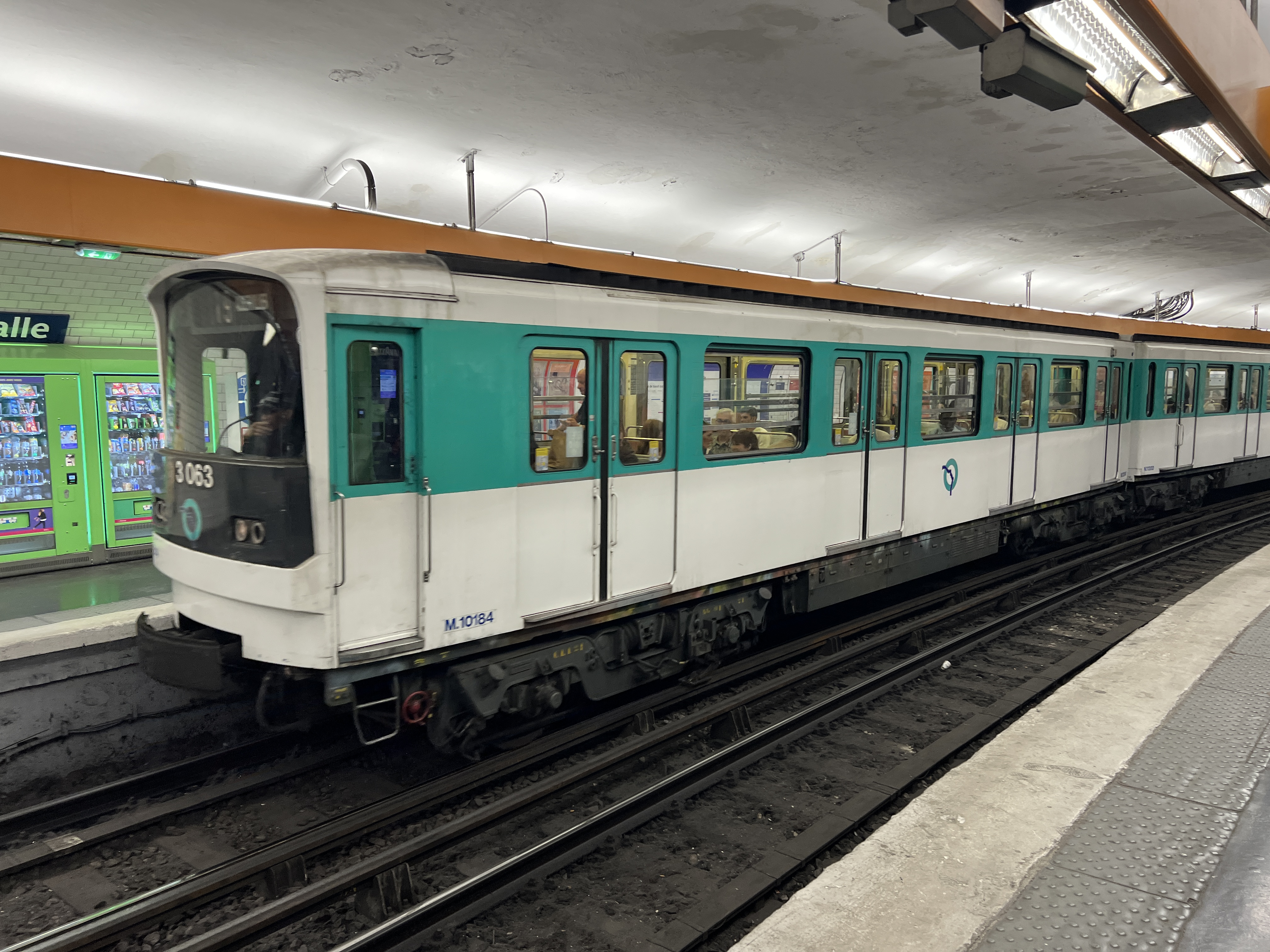
Entrée d'une rame MF 67 pour Mairie d'Issy.
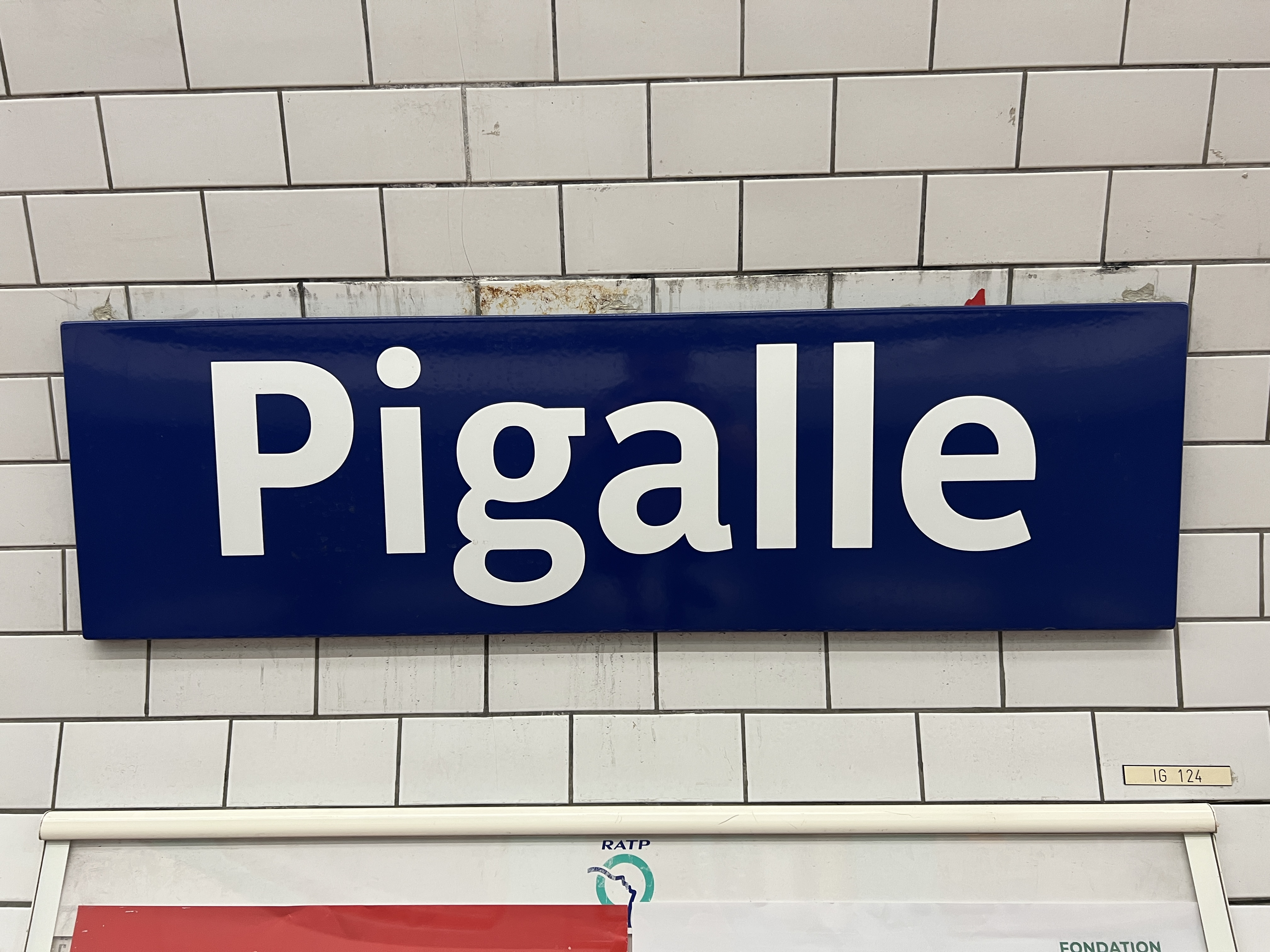
Plaque nominative de la station en tôle émaillée.

### Intermodalité
La station est desservie par les lignes 30, 40 et 54 du réseau de bus RATP et, la nuit, par les lignes N01 et N02 du réseau Noctilien.

## À proximité
- Place Pigalle
- Versant sud de la butte Montmartre
- Le quartier Pigalle, renommé pour être un haut lieu touristique, situé en contrebas de la butte Montmartre et comprenant plusieurs salles de spectacles et cabarets célèbres, parmi lesquels :
  - Le Divan du Monde
  - La Cigale
  - La Boule Noire
  - Madame Arthur
  - Théâtre de Dix Heures
  - Bus Palladium (fermé en 2022)
  - Théâtre Fontaine
- Avenue Frochot
- Musée de la Vie romantique